# Calle High–Puente de Brooklyn (línea de la Octava Avenida)
La Calle High – Puente de Brooklyn es una estación en la línea de la Octava Avenida del Metro de Nueva York de la B del Brooklyn-Manhattan Transit Corporation. La estación se encuentra localizada en Brooklyn entre la Calle High y Cadman Plaza. La estación es servida las 24 horas por los trenes del Servicio  y por el día y la noche por el servicio .